# Alexander Alexandrowitsch Morosow
Alexander Alexandrowitsch Morosow (russisch Алекса́ндр Алекса́ндрович Моро́зов; * 16. Oktoberjul. / 29. Oktober 1904greg. in Beschiza, Gouvernement Orjol – 14. Juni 1979 in Charkow) war ein sowjetischer Ingenieur und Panzerkonstrukteur im Range eines Generalmajors der Sowjetarmee. Er leitete das OKB-520 und ist einer der Schöpfer des T-34-Panzers.

## Leben

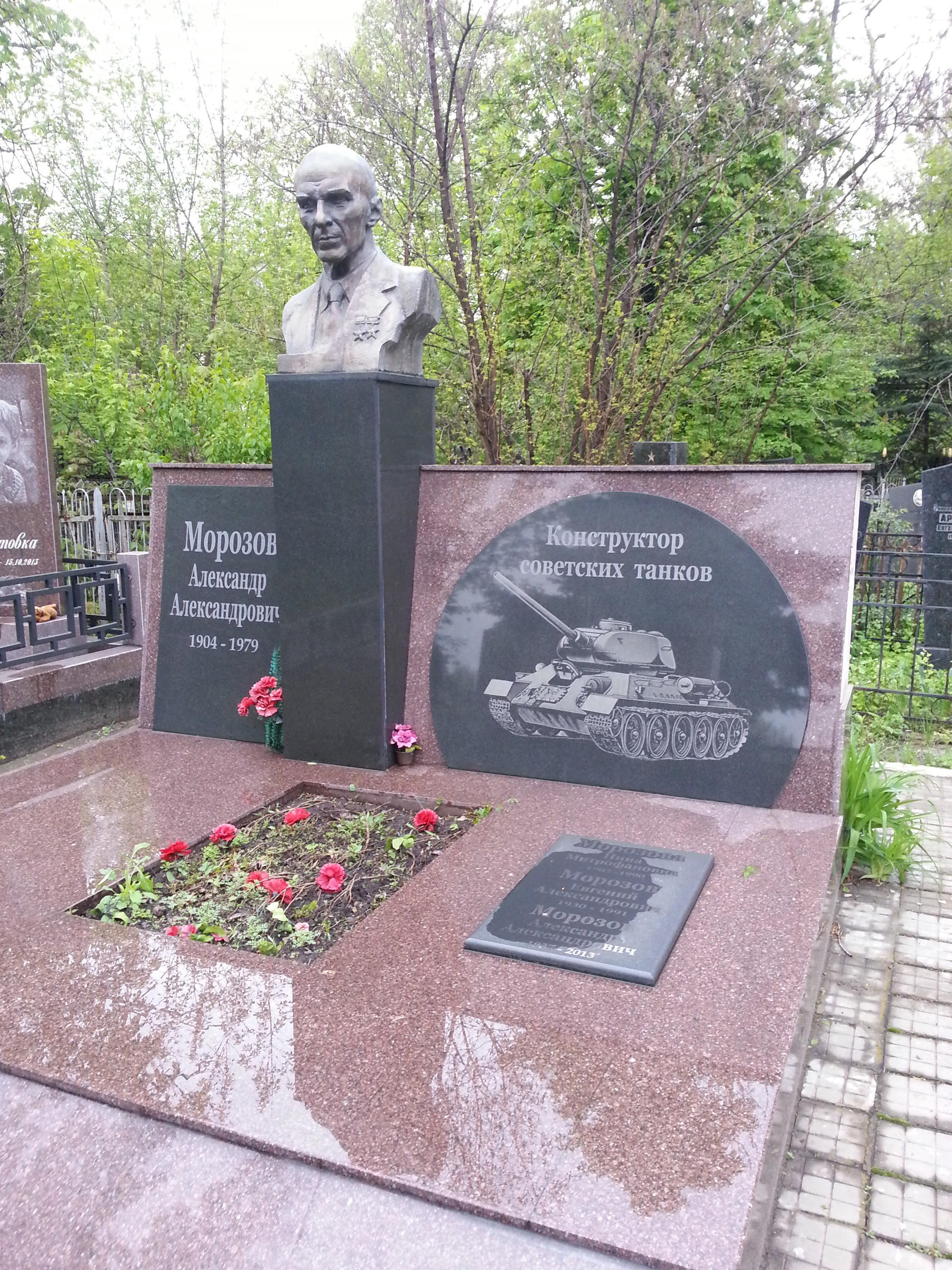
Grabstätte Morosows

Morosow wurde am 16. Oktober des julianischen Kalenders 1904 in Beschiza (jetzt Ortsteil von Brjansk) geboren. Er besuchte die Sechs-Klassen-Schule und begann 1919 als Angestellter im Charkower Lokomotivwerk zu arbeiten. Später arbeitete er als technischer Zeichner und Konstrukteur und war am Entwurf der ersten Kommunar-Raupentraktoren beteiligt.
Morosow absolvierte seinen Wehrdienst bei der Roten Armee als Kraftfahrer und wurde 1928 aus der Armee entlassen. Von 1929 bis 1931 absolvierte er ein Fernstudium am Moskauer Lomonossow-Institut für Mechanik und Elektrotechnik (jetzt Moskauer Staatliche Technische Universität „Moskauer Automobilmechanik-Institut“). In den späten 1930er-Jahren war er an der Entwicklung der Panzer A-20 und A-32 beteiligt, den Prototyp des Serienpanzers T-34.
Nach dem Tod des Chefkonstrukteurs Koschkin 1940 übernahm Morosow die Leitung des Konstruktionsbüros GP ChKMB in Charkow. Im Oktober 1941 wurde die Fabrik Nr. 183 zusammen mit dem Konstruktionsbüro für die Kriegsdauer nach Nischni Tagil evakuiert. 1943 wurde Morosow in die KPdSU aufgenommen. 1945 wurde er zum Generalmajor-Ingenieur befördert. Nach der Befreiung kehrte die Fabrik mit dem OKB nach Charkow zurück.
Unter Morosows Leitung wurden die Panzer T-64 (1963) und T-64A (1966) entwickelt. Seit Juni 1976 war er Berater beim Charkower Konstruktionsbüro für Maschinenbau und Mitglied des Wissenschaftlich-Technischen Rates des Ministeriums für Maschinenbau der UdSSR.
Morosow wies immer wieder darauf hin, dass „die Schönheit jeder Entwicklung in ihrer Einfachheit besteht“.
Morosow war von 1958 bis 1962 Abgeordneter des Obersten Sowjets der UdSSR. 1972 wurde er zum Doktor-Ingenieur promoviert.
Er starb am 14. Juni 1979 in Charkow und wurde auf dem Friedhof Nr. 2 beerdigt.

## Preise und Auszeichnungen
- Geehrter Maschinenbauingenieur der UdSSR
- Held der sozialistischen Arbeit (1943, 1974)[2]
- Leninorden (Juni 1942, 1943, 1974)
- Orden der Oktoberrevolution
- Kutusoworden I. Klasse
- Suworow-Orden II. Klasse
- Orden des Roten Banners der Arbeit (3*)
- Orden des Roten Sterns
- Leninpreis (1967)
- Stalinpreis 1. Klasse (1942, 1946)
- Stalinpreis 2. Klasse (1948)

## Ehrungen
Nach Morosow wurden das Charkower Maschinenbautechnikum, das von ihm geleitete OKB und eine Straße in Charkow benannt. In Brjansk wurde am 8. Mai 1982 eine Büste in der Brjansker Maschinenfabrik aufgestellt.

## Werke
- bearb. v. Wladimir L. Tschernyschow (Hrsg.): Panzer und Menschen. Tagebuch des Chefdesigners. Charkov 2006 (Online [abgerufen am 8. September 2018] russisch: Танки и люди. Дневник главного конструктора.).